# جان ري
جان ري (بالفرنسية: Jean Rey)‏ ولد بتاريخ 29 مايو 1925 في تولوز، وتوفي في 13 نوفمبر 1950 في فرنسا، كان دراج فرنسي.

## روابط خارجية
- جان ري على موقع أرشيف الدراجات (الإنجليزية)
- جان ري على موقع إحصائيات الدراجات الإحترافية (الإنجليزية)